# Ninstints
Ninstints es el nombre usual en inglés para SGang Gwaay Llanagaay - «Pueblo de la isla del bacalao rojo», una aldea del pueblo haida y parte del parque nacional Gwaii Haanas y Sitio Patrimonial Haida en las islas de Haida Gwaii de la Costa Norte de la Columbia Británica, Canadá.  También se escribe Nan Sdins e igualmente se le llama Skungwai o SGang Gwaay, que es el nombre haida de la Isla de Antonio (Columbia Británica), donde se ubica la aldea y significa «Isla del bacalao rojo».
La aldea es la más meridional de los pueblos haida, quedando justo al oeste y haciendo frente a la isla Kunghit, la isla más al sur del archipiélago. Ninstints hoy presenta la mayor colección de tótems haida en sus ubicaciones originales, muchos considerados como grandes obras de arte, aunque se les dejó sucumbir a la decadencia natural del clima del bosque lluvioso costero. Fue declarada Patrimonio de la Humanidad por la Unesco en 1981.
Las imágenes de las ruinas de Ninstints son emblemáticas de la cultura haida y de las islas de la Reina Carlota y son presentadas en promociones turísticas de las islas y la provincia en su conjunto. El lugar es extremadamente remoto, y sólo se accede por mar o por el aire desde ciudades en la parte septentrional de las islas. Ninstints era el nombre de los más poderosos de los jefes del pueblo como el resultado de una práctica de los capitanes de barco de referirse a las aldeas por el nombre del jefe del lugar - Cumshewa, Skidegate, Masset y otros más. Uno de los jefes llamados Ninstints, cuyo nombre inglés era Tom Price, fue un destacado y muy artístico tallador de arte haida, en particular en talla de argilita haida. La gente de Nintints son a veces referidos como el Kunghit-Hiada.

## Historia
En los tiempos del comercio de pieles marítimo la aldea Ninstints se llamaba Koyah, por el nombre de su líder, y fue visitada en 1787 por George Dixon, en 1788 por Charles Duncan, dos veces en 1789 por Robert Gray y luego por su socio John Kendrick.
Se piensa que la humillación de líder Koyah por Kendrick en 1789 y en 1791 hizo daño al prestigio del linaje en la sociedad de los haida, dando lugar al ascenso del linaje Ninstints en la mitad del siglo XIX. Koyah fue probablemente asesinado durante un ataque a la corbeta Unión comandada por Juan Boit, en 1795.
Los enemigos tradicionales de los haida de Ninstints eran los líderes de Skidegate, y una vaga alianza mantenida entre los líderes de Ninstints con los de tsimshian de Kitkatla, también enemigos de los de Skidegate, hizo conferir las cabras blancas o de las Rocosas al aliado jefe tsimshian.
El número de habitantes se redujo en gran medida por una epidemia de viruela en 1862, y la población siguió disminuyendo debido a otras enfermedades introducidas por los blancos. En algún momento, alrededor de 1885, el remanente de personas de Ninstints abandonaron el pueblo y se mudaron a Skidegate.